# سيبولد
كرستيان فريدريش سَيْبُولْد (بالألمانية: Christian Friedrich Seybold)‏ (1275 - 1340 هـ / 1859 - 1921 م) هو مستشرق ألماني.
تعلم من اللغات العربية والعبرية والسريانية والفارسية. نشر كتباً عربية، منها « النقط والدوائر» من كتب الدروز الدينية.